# Brett Sterling
Brett Sterling, född 24 april 1984, är en amerikansk professionell ishockeyspelare som tidigare har spelat för bland annat Chicago Wolves, Atlanta Thrashers och Peoria Rivermen.

## Klubbar
- Chicago Wolves (AHL) 2006/2007–2009/2010
- Atlanta Thrashers (NHL) 2007/2008–2008/2009
- Pittsburgh Penguins (NHL) 2010/2011
- Wilkes-Barre Scranton Penguins (AHL) 2010/2011
- St. Louis Blues (NHL) 2011/2012
- Peoria Rivermen (AHL) 2011/2012
- Portland Pirates (AHL) 2011/2012
- Chicago Wolves (AHL) 2012/2013
- HV71 (SHL) 2013/2014
- Örebro HK (SHL) 2013/2014